# Argonauta argo
L'argonauta (Argonauta argo Linnaeus, 1758) è un mollusco cefalopode dell'ordine degli Ottopodi.
A. argo è stata la prima specie di argonauta ad essere descritta ed è di conseguenza la specie tipo del genere. L'esemplare tipo di A. argo è stato raccolto nel Mar Mediterraneo ed è depositato presso la Società linneana di Londra.
Elemento caratteristico della specie è il dimorfismo sessuale: le femmine raggiungono i 100 mm di lunghezza, mentre i maschi non superano i 20 mm.
La femmina secerne, durante il periodo fertile, un'ooteca calcarea, simile a una conchiglia, con pareti molto sottili, al pari della carta, in cui depone le uova fecondate.

## Descrizione
A. argo è la specie più grande del genere e produce anche l'ooteca più grande. Gli animali vivi hanno un caratteristico alone blu sul primo paio di braccia e intorno agli occhi. L'ooteca è caratterizzata da due file di tubercoli piccoli e affilati che corrono lungo una chiglia stretta, nervature lisce lungo le pareti del guscio e un ispessimento lungo l'apertura del guscio, che forma sporgenze distintive su entrambi i lati. Argonauta cygnus Monterosato, 1889 fu descritta sulla base di una conchiglia priva di queste sporgenze, sebbene sia ora considerata un sinonimo di A. argo. La dimensione massima registrata di un ooteca di A. argo è 300 mm.

## Distribuzione e habitat
A. argo è una specie cosmopolita e si trova nelle acque tropicali e subtropicali di tutto il mondo. Nel Mar Mediterraneo ne esiste una forma nana, descritta come Argonauta argo mediterranea Monterosato, 1914, sebbene questo taxon sia ora considerato non valido.

## Biologia
La femmina della specie, come tutti gli argonauti, crea un'ooteca sottilissima (simile ad un guscio) che si avvolge attorno al mollusco in modo molto simile al modo in cui un nautilus vive nella sua conchiglia. Si ritiene che A. argo si nutra principalmente di molluschi pelagici. La specie è predata da numerosi predatori. È stato rinvenuto nel contenuto dello stomaco di Alepisaurus ferox del Pacifico sud-occidentale.

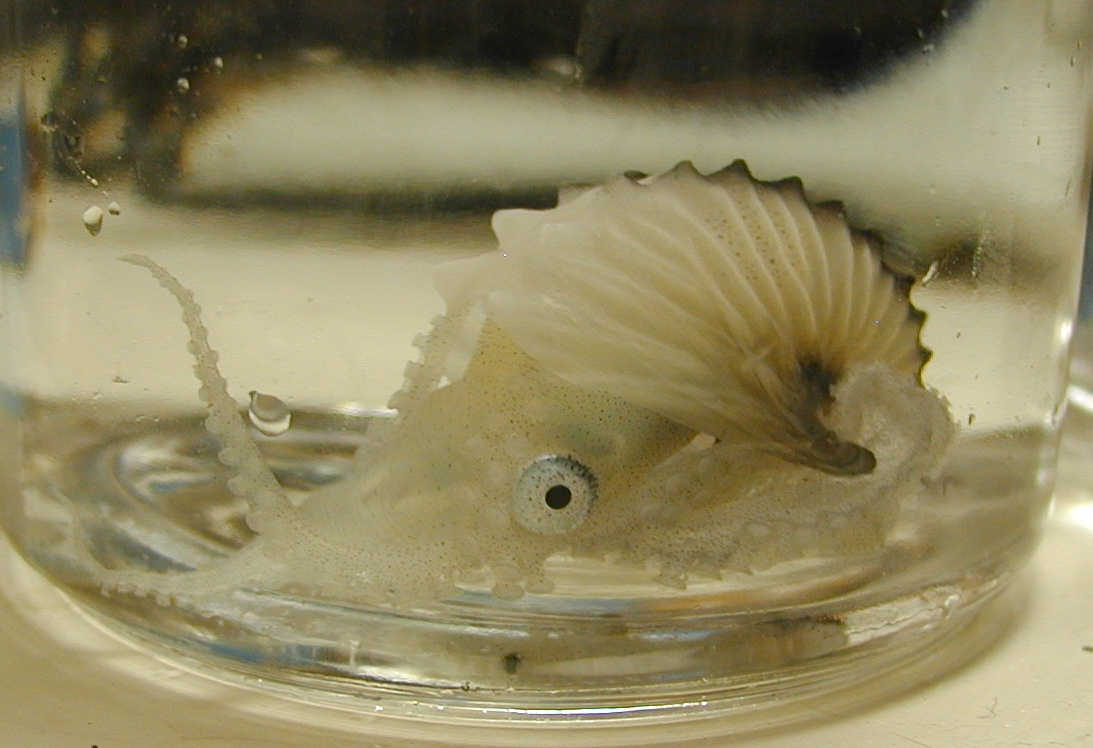
Un argonauta

I maschi di questa specie raggiungono la maturità sessuale ad una lunghezza del mantello di 8 mm. Le femmine maturano a circa il doppio delle dimensioni di Argonauta bottgeri e Argonauta hians. Esse cominciano a secernere un'ooteca quando raggiungono una lunghezza del mantello di 6,5–7,0 mm. Le uova vengono solitamente deposte quando le femmine raggiungono i 14–15 mm, sebbene la dimensione alla quale ciò avviene differisca a seconda dell'areale dell'animale. Si stima che un piccolo A. argo con un'ooteca di 88 mm potesse contenere 48.800 embrioni.
Nell'oceano aperto, A. argo è stato osservato attaccato alle meduse. Questo comportamento è noto da molto tempo, sebbene non si conoscesse la relazione tra i due organismi. L'argonauta è stato visto aggrapparsi alla superficie aborale (sull'ombrello) della medusa usando le braccia laterali e ventrali. Si è scoperto che circa la metà della superficie aborale dell'animale era danneggiata e mancavano grandi pezzi di mesoglea, presumibilmente rimossi dall'argonauta. Inoltre, al centro di quest'area sono stati trovati due fori, apparentemente segni di morsi, con canali che conducono da questi fori alla cavità gastrica della medusa. L'argonauta presumibilmente utilizzava questi canali per aspirare particelle di cibo dalla cavità gastrica.
Le osservazioni delle femmine di A. argo in cattività suggeriscono che la rete formata dalle braccia dorsali aiutano l'animale nell'alimentazione. Si pensa che gli argonauti non caccino attivamente, ma catturino gli animali in cui si imabttono in mare aperto con rapidi movimenti.
A. argo è occasionalmente coinvolto in spiaggiamenti di massa lungo le coste del Sudafrica e dell'Australia meridionale. Gli spiaggiamenti sono stagionali e avvengono generalmente tra aprile e agosto, verso la fine della stagione riproduttiva degli animali.